# Nina Michailowna Iwotschkina
Nina Michailowna Iwotschkina (russisch Нина Михайловна Ивочкина, englische Transkription Nina Mikhaĭlovna Ivochkina; * 13. März 1941) ist eine sowjetische bzw. russische Mathematikerin und Hochschullehrerin.

## Leben
Iwotschkina studierte an der Universität Leningrad (LGU) in der Mathematik-Mechanik-Fakultät mit Abschluss 1963 am Lehrstuhl für Mathematische Physik. Es folgte dort die dreijährige Aspirantur bei Nina Uralzewa.
Ab 1966 arbeitete Iwotschkina am Leningrader Bauingenieur-Institut (seit 1993 St. Petersburger Architektur-Bauwesen-Universität). Sie verteidigte 1968 in der Leningrader Abteilung des Steklow-Instituts für Mathematik der Akademie der Wissenschaften der UdSSR (AN-SSSR, seit 1991 Russische Akademie der Wissenschaften (RAN)) ihre Dissertation über ein erstes Randwertproblem für nichtgleichmäßige elliptische und nichtgleichmäßige parabolische quasilineare Gleichungen mit Erfolg für die Promotion zur Kandidatin der physikalisch-mathematischen Wissenschaften. Sie verteidigte 1984 ihre Doktor-Dissertation über die Methode der integralen Ungleichungen in einigen Problemen der mathematischen Physik und Geometrie erfolgreich für die Promotion zur Doktorin der physikalisch-mathematischen Wissenschaften. Sie betreute Nadeschda Wiktorowna Filimonenkaja, Swetlana Iwanowna Prokofjewa und Galina Wladimirowna Jakunina bei der Anfertigung ihrer Kandidat-Dissertationen. Sie arbeitete mit Neil Trudinger und Xu-Jia Wang der Australian National University (1994– 2005) und mit Friedrich Tomi und Th. Nehring der Universität Heidelberg (1994–2000) zusammen.
Von 2013 bis 2018 arbeitete Iwotschkina wieder am Lehrstuhl für Mathematische Physik ihrer Heimatuniversität LGU, die nun die Universität St. Petersburg war. Seit 2019 arbeitet sie am Lehrstuhl für Mathematik der  St. Petersburger Architektur-Bauwesen-Universität. Sie ist Mitglied der St. Petersburger Mathematik-Gesellschaft und der American Mathematical Society.

## Ehrungen, Preise
- Kowalewskaja-Preis der RAN (1997) für den Arbeitenzyklus über nichtlineare Gleichungen mit partiellen Ableitungen[5]
- Verdiente Hochschularbeiterin der Russischen Föderation (2002)[1]